# Kazimierz Sosnkowski
Kazimierz Sosnkowski, né le 19 novembre 1885 à Varsovie et mort le 11 octobre 1969 à Arundel, Québec, Canada, est un général et homme politique polonais, 

## Biographie
Militant pour l'indépendance de la Pologne, initialement membre du PPS (Parti socialiste polonais) et de son organisation de combat, fondateur du Związku Walki Czynnej (ZWC ou Association de Lutte Active), il devient chef d'état-major de la 1ère Brigade des légions polonaises.

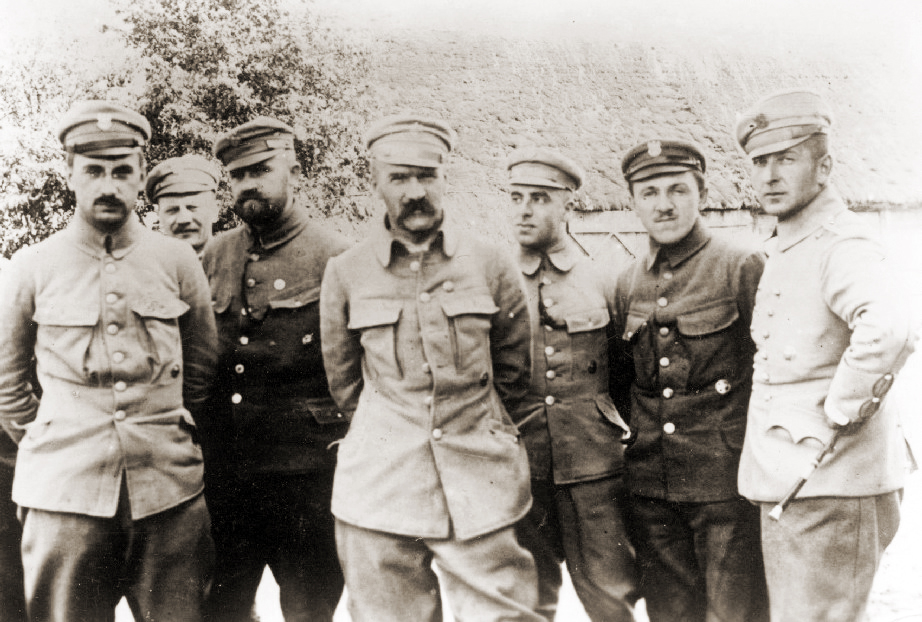
Officiers de la Légion polonaise, Józef Piłsudski, Tadeusz Piskor, Bolesław Wieniawa-Długoszowski entre 1914 et16.

Après la création de la Pologne indépendante, en novembre 1918, il commande le district militaire de Varsovie.
Vice-ministre (1919-1920), puis ministre des Affaires militaires (1920-1924), il élabore et signe avec Foch, à Paris, le traité d'alliance militaire franco-polonais de 1921. L'objectif principal de Sosnkowski était d'obtenir une garantie d'assistance militaire de la France en cas d'agression allemande ou de la Russie bolchevique contre la Pologne.
Il est représentant de la Pologne à la Société des Nations en 1925.
De 1925 à 1927, il commande le VIIe Corps.
De 1927 à 1939, il est Inspecteur de l'Armée, successivement de Podolie et de Polésie.
En 1936, il est  général de brigade de l'Armée polonaise, 
Pendant la Campagne de Pologne (1939),  il est commandant du Front Sud : Armées «Malopolska», «Krakow» et «Karpaty». À la tête du Groupe opérationnel Sosnkowski, formé à partir d'éléments épars de l'armée polonaise en déroute, il réussit à passer en France.
Successeur du président de la République de Pologne, il devient ministre sans portefeuille au gouvernement du général Władysław Sikorski en exil (1939-1940), puis commandant en chef de l'Union des forces armées (1939-1941).
Il succède au général Władysław Sikorski en tant que commandant en chef des Forces Armées Polonaises après la disparition de ce dernier au large de Gibraltar, en juillet 1943. 
En désaccord avec les Alliés qui soutiennent ouvertement Staline, il est obligé, sur demande personnelle de Winston Churchill,  de se démettre de ses fonctions de commandant en chef de l'armée polonaise en septembre 1944 . 
Il quitte alors la Grande Bretagne et se retire au Québec, résidant à Arundel à compter de 1946. Il sera actif dans les cercles polonais en exil pendant de nombreuses années.  
Il décède le 11 octobre 1969 à Arundel. 

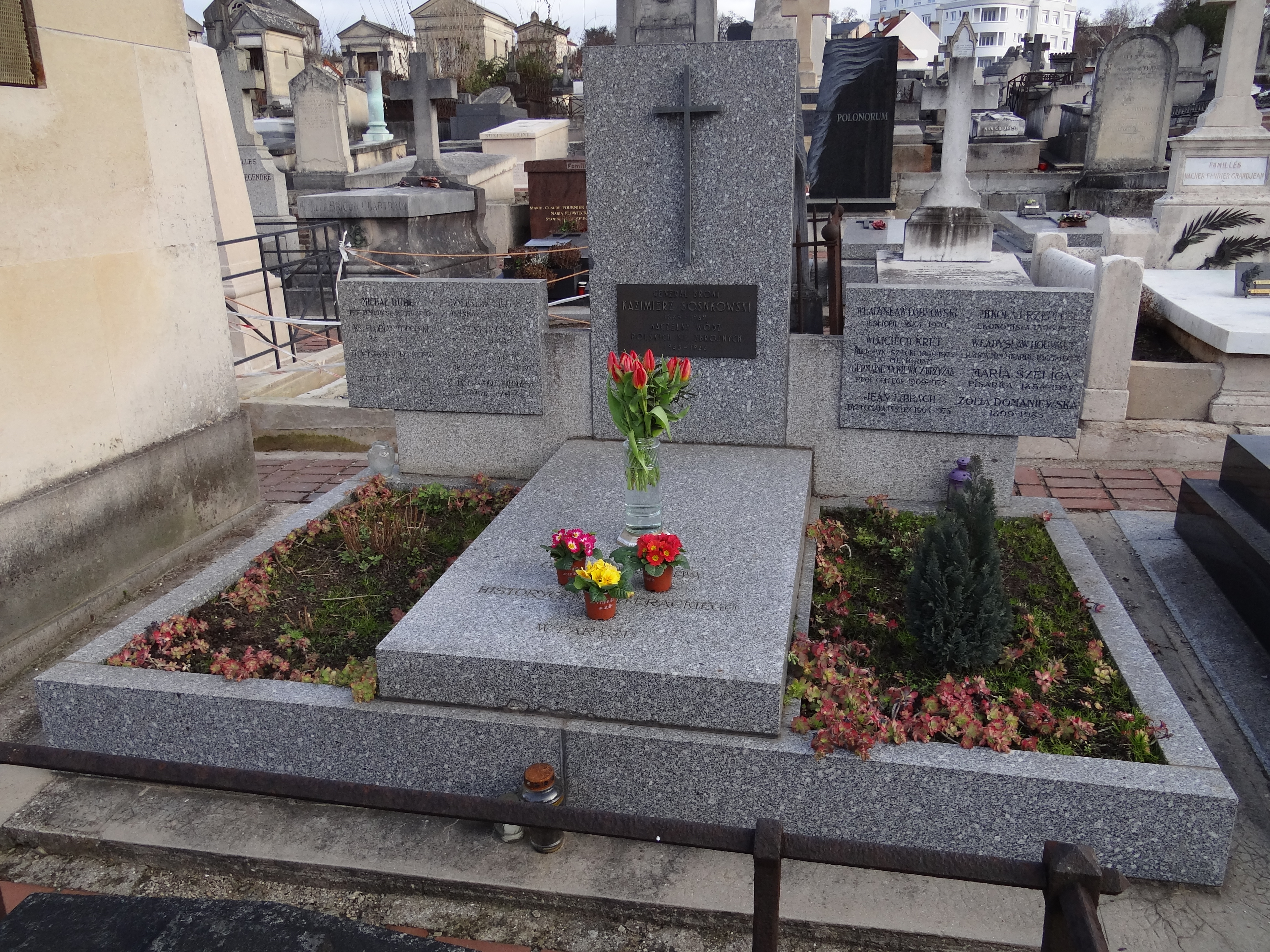
L'ancienne tombe de Kazimierz Sosnkowski au cimetière des Champeaux à Montmorency (Val-d'Oise).

Il sera d'abord enterré en France au cimetière des Champeaux à Montmorency puis en 1992, son corps sera rapatrié en Pologne pour être inhumé au sein de la Cathédrale Saint-Jean de Varsovie.

## Honneurs et distinctions
- Ordre de l'Aigle blanc
- Commandeur de l'Ordre militaire de Virtuti Militari
- Grand-croix de l'Ordre Polonia Restituta
- Croix de l'Indépendance avec épées
- Légion d'honneur
- Ordre de l'Empire britannique

## Sources et références
(en) http://www.generals.dk/nation/Poland/S.html, Steen Ammentorp